# Dionisi el Jove
Dionisi el Jove (llatí: Διονύσιος; vers 396 aC- 342 aC) fou un tirà de Siracusa (367-356 aC i 347-344 aC), fill de Dionisi el Vell.
Va créixer envoltat de luxe i bona educació a la cort del pare, que el va preparar per assolir el poder. A la mort del seu pare el 367 aC, el va succeir. Es va fer una mena de ratificació popular que fou merament un formulisme, atès que el control dels seus mercenaris i el domini de la ciutadella imposaven el seu poder.
Era indolent i alcohòlic i immediatament va fer un tractat de pau amb Cartago. Va mantenir els dominis paterns i va fundar dues ciutats a la Pulla. Va continuar l'aliança del pare amb Esparta i no va lluitar en cap altra guerra, llevat d'una de breu que va fer contra els lucans probablement per defensar als aliats italians més que per pròpia iniciativa.
Va cridar a la cort l'historiador Filist que, encara que havia estat partidari del seu pare, aquest l'havia desterrat cap al final del seu govern. Filist fou l'encarregat de les petites empreses militars del jove Dionisi i va tenir un paper clau en l'enviament a l'exili de Dió de Siracusa. Va rebre Plató a la seva cort i també fou visitat pels filòsofs Aristip de Cirene, Eudox de Cnidos, Espeusip i altres, i va estar en relació amb Arquites de Tarant i els filòsofs pitagòrics de la Magna Grècia.
En un moment en què Dionisi era absent, Dió de Siracusa va desembarcar a l'illa. El tirà se'n va assabentar a Caulònia, va tornar i va entrar a la ciutadella on resistien els seus partidaris. Va provar de fer algunes sortides que van fallir, i finalment va tornar a marxar cap a Itàlia deixant al càrrec de la ciutadella el seu fill Apol·lòcrates (356 aC).
Es va dirigir a Locres on fou molt ben rebut, i on es va establir amb els seus homes a la ciutadella i es va convertir de fet en tirà de la ciutat, posició que va mantenir durant uns anys. Justí diu que va tractar amb crueltat el poble de Locres.
A Siracusa Dió fou derrocat per Cal·lip que al seu torn fou enderrocat per Hiparí (fill de Dionisi el Vell i d'Aristòmaca i, per tant, nebot de Dió) que va tenir el poder uns dos anys. Un altre nebot, Niseu va assolir el poder i llavors Dionisi va embarcar cap a Siracusa amb una flota i es va apoderar de la ciutat (Plutarc dona la data 346 aC). Però en la seva absència Locres es va revoltar, va expulsar la guarnició que hi havia deixat i va matar de manera cruel la seva dona i els seus fills.
Dionisi el Jove no va aconseguir consolidar-se en el poder i moltes ciutats de Sicília on s'havien establert tirans no el reconegueren. El tirà Hicetes de Leontins va aprofitar el descontentament popular per atacar Siracusa i apoderar-se'n, expulsant Dionisi que es va refugiar a la ciutadella de l'illa d'Ortígia.
En aquest moment va arribar a l'illa Timoleont, que venia a combatre contra Hicetes i els seus aliats cartaginesos, però va obtenir un ràpid i gran suport. Dionisi va optar per rendir-se a Timoleont a canvi de poder sortir lliurement cap a Corint (343 aC). Timoleont va complir la seva paraula i Dionisi es va exiliar a Corint, on va romandre la resta de la seva vida (probablement al tomb d'un any) com a ciutadà privat. Va caure progressivament en un estat lamentable, però en tot cas sembla que va mantenir un rang honorable perquè fou rebut per Filip II de Macedònia.